# Hobelspanner
Der Hobelspanner (Plagodis dolabraria), auch Eichen-Striemenspanner, Schwarzfleckspanner, Streifenspanner  oder Brandstriemenspanner  genannt ist ein Schmetterling (Nachtfalter) aus der Familie der Spanner (Geometridae).

## Merkmale
Die Falter erreichen eine Flügelspannweite von 28 bis 33 Millimetern (28 bis 32 mm). Ihre Flügel sind weißlich grau bis gelbbraun gefärbt und haben ein Muster mit vielen, parallel angeordneten, leicht gebogenen, feinen, dunklen Strichen. Auf der Innenseite der Vorderflügel ist ein kleiner dunkelbrauner, auf den Hinterflügeln ein größerer, violettbrauner, stark verwaschener Fleck erkennbar. Sie bilden, gemeinsam mit dem dunkelbraunen Bereich am Hinterleibsende in Ruhestellung der Flügel einen waagerechten Strich. Der Hinterleib ist sonst hell gelbbraun, man kann mehrere, schwarze Punkte darauf und umgrenzend auf den Flügeln erkennen. Der Kopf ist dunkelbraun. Zeichnung und Farbe der Flügel variiert nur wenig. Die Falter der 2. Generation sind meist deutlich kleiner als die Falter der 1. Generation. Durch die maserartige Querstreifung ist der Falter unverwechselbar. Typisch ist außerdem eine flache Einbuchtung am Außenrand von allen vier Flügeln.
Die Eier sind gelbgrünlich und haben eine glatte Oberfläche.
Die Raupen werden ca. 30 Millimeter (40 mm) lang. Sie sind dunkelbraun gefärbt und sehen aus, wie ein kleines Ästchen (Mimese). Auf dem achten Segment haben sie einen Höcker.
Die rotbraune Puppe ist relativ schlank. Der Kremaster zeigt zwei längere Borsten und je zwei seitliche kurze Borsten.

## Geographische Verbreitung und Lebensraum
Die Art kommt von der Iberischen Halbinsel und den Britischen Inseln im Westen über Mittel- und Osteuropa bis nach Ostasien vor. Im Süden Europas ist die Art auf den Mittelmeerinseln über die Balkanhalbinsel bis nach Kleinasien verbreitet. Im Osten erstreckt sich das Areal über Sibirien bis nach Japan. Im Norden bis weit nach Fennoskandien.
Die Tiere leben vor allem in Laub- und Mischwäldern, kommen aber auch in verbuschten Gegenden und Gärten vor. Sie sind in Mitteleuropa weit verbreitet und häufig. In den Mittelgebirgen steigen sie bis auf 1.200 Meter, in den Südalpen sogar bis auf 1.600 Meter. Die Art ist im Verbreitungsgebiet nie häufig und zudem sehr lokal.

## Lebensweise
Die Falter fliegen in einer Generation von Ende April bis Mitte Juli. In klimatisch wärmeren Gegenden fliegt auch eine unvollständige zweite Generation von August bis Anfang September. Im Süden des Verbreitungsgebietes werden regelmäßig zwei Generationen gebildet. Die Falter sind nachtaktiv und kommen zum Licht. Tagsüber ruhen sie meist in der Vegetation oder an Bäumen, lassen sich aber leicht aufscheuchen. Gelegentlich fliegen sie sogar am Tag. In Mitteleuropa findet man die Raupen von Juni bis Juli. Die Raupen fressen die Blätter von Laubhölzern, vor allem von Stieleiche (Quercus robur), Rotbuche (Fagus sylvatica), Winter-Linde (Tilia cordata), Weiden (Salix), Ulme (Ulmus) und Schlehe (Prunus spinosa). Wahrscheinlich fressen die Raupen auch an Pflaume und anderen Obstbäumen.
Die Raupen sind nachtaktiv und ruhen am Tag bewegungslos, einen kleinen Ast imitierend. Sie sichern sich durch einen Spinnfaden, der vom Kopf zum Blatt geht. Die Verpuppung findet am Boden oder in Moos in einem lockeren Gespinst statt. Die Puppe überwintert, der Falter schlüpft im nächsten Frühjahr.

## Systematik und Taxonomie
Die Art wurde von Carl von Linné 1767 erstmals wissenschaftlich beschrieben.